# Święto Dziękczynienia (Polska)
Święto Dziękczynienia – lokalne święto religijne obchodzone w pierwszą niedzielę czerwca, powstałe z inicjatywy archidiecezji warszawskiej i Centrum Opatrzności Bożej i organizowane przy Świątyni Opatrzności Bożej.

## Idea święta
Metropolita warszawski Kazimierz Nycz ustanowił w 2008 roku każdą pierwszą niedzielę czerwca Świętem Dziękczynienia. Idea tego dnia jest związana z kontynuacją historycznej inicjatywy Sejmu Czteroletniego z roku 1792, który wraz z uchwaleniem Konstytucji 3 maja postanowił wybudować świątynię, mającą być wotum Bożej Opatrzności za przywróconą nadzieję odbudowy politycznej i gospodarczej kraju. Stąd w czasie święta zbierane są pieniądze na budowę i wykończenie Świątyni Opatrzności Bożej na warszawskim Wilanowie. Drugim elementem święta jest propagowanie idei dziękczynienia, wdzięczności za otrzymywane od Boga łaski.
W ramach obchodów odbywa się m.in. pielgrzymka dziękczynna ulicami Warszawy, odprawiana jest uroczysta Msza święta w Świątyni Opatrzności Bożej z udziałem członków Episkopatu Polski oraz odmawiany jest Akt Dziękczynienia i Zawierzenia Opatrzności Bożej. Obchodom towarzyszą liczne wydarzenia kulturalne.

## Obchody

### Termin
Czerwcowy termin Święta Dziękczynienia ma wyrażać wdzięczność i pamięć o Janie Pawle II, którego pielgrzymki do Ojczyzny rozpoczynały się zwykle z początkiem tego miesiąca. Daty i hasła kolejnych obchodów:
| Edycja | Data           | Hasło                                                                                       |
| ------ | -------------- | ------------------------------------------------------------------------------------------- |
| I      | 1 czerwca 2008 | Dziękuje nie kłuje                                                                          |
| II     | 7 czerwca 2009 | Dziękujemy za wolność                                                                       |
| III    | 6 czerwca 2010 | Dziękujemy za ks. Jerzego!                                                                  |
| IV     | 5 czerwca 2011 | Dziękujemy za beatyfikację Jana Pawła II                                                    |
| V      | 3 czerwca 2012 | Dziękujemy za dar życia i rodzinę                                                           |
| VI     | 2 czerwca 2013 | Dziękujemy za łaskę wiary                                                                   |
| VII    | 1 czerwca 2014 | Wdzięczność i pamięć o Janie Pawle II                                                       |
| VIII   | 7 czerwca 2015 | Królowo Rodzin – Dziękujemy i zawierzamy                                                    |
| IX     | 5 czerwca 2016 | Chrzest darem miłosierdzia                                                                  |
| X      | 4 czerwca 2017 | Dziękujemy za chleb                                                                         |
| XI     | 3 czerwca 2018 | Dziękujemy za niepodległość                                                                 |
| XII    | 2 czerwca 2019 | Dziękujemy za wielkich pasterzy Jana Pawła II i Prymasa Stefana Wyszyńskiego                |
| XIII   | 7 czerwca 2020 | Dziękujemy i zawierzamy Bożej Opatrzności obecny czas Kościoła i świata                     |
| XIV    | 6 czerwca 2021 | Zawierzamy Opatrzności nasz trudny czas pandemii i dziękujemy za przyszłych błogosławionych |
| XV     | 5 czerwca 2022 | Dziękujemy za błogosławionych kardynała Stefana Wyszyńskiego i matkę Elżbietę Różę Czacką   |
| XVI    | 4 czerwca 2023 | Dziękujemy za czyniących pokój                                                              |
| XVII   | 2 czerwca 2024 | Dziękujemy za służbę człowiekowi                                                            |

### I Dzień Dziękczynienia[6]
Obchody odbyły się 1 czerwca 2008 roku na Polach Wilanowskich pod hasłem „Dziękuje nie kłuje”. Organizowane były w kilku wymiarach: duchowym, społeczno-kulturalnym i historycznym. Na wymiar duchowy składały się uroczystości liturgiczne, odmówienie Aktu Dziękczynienia, czuwanie poprzedzające ten dzień, poranna pielgrzymka młodzieży oraz modlitwa o 21.37. Dzięki wymiarowi historycznemu odwoływano się do Wotum Narodu, którego budowę zadeklarował Sejm Czteroletni. Wymiar kulturalno-społeczny stanowiły koncerty, w których wzięli udział: Arka Noego, Maleo Reggae Rockers, Raz, Dwa, Trzy, 2Tm2,3, Krzysztof Krawczyk.

### II Dzień Dziękczynienia[9]
7 czerwca 2009 obchodzono II Święto Dziękczynienia pod hasłem „Dziękujemy za wolność”. Do trzech głównych motywów kościelno-narodowych obchodów zalicza się: trzydziestą rocznicę pierwszej pielgrzymki Jana Pawła II do Polski, dwudziestą rocznicę częściowo wolnych wyborów do parlamentu w 1989 roku i dziesiątą rocznicę wizyty papieża w polskim parlamencie.
Została też przeprowadzona kolejna ogólnopolska zbiórka ofiar pieniężnych na budowę Świątyni Opatrzności Bożej w Wilanowie.

### III Święto Dziękczynienia[10]
W 2010 roku kardynał Kazimierz Nycz zmienił nazwę wydarzenia z „Dzień Dziękczynienia” na „Święto Dziękczynienia” Podczas obchodów III Święta Dziękczynienia (6 czerwca 2010) został beatyfikowany ks. Jerzy Popiełuszko. Po mszy beatyfikacyjnej relikwie bł. ks. Jerzego zostały przeniesione w uroczystej procesji do Świątyni Opatrzności Bożej.

### IV Święto Dziękczynienia[13]
Podczas czwartych obchodów Święta Dziękczynienia dziękowano za beatyfikację Jana Pawła II. Relikwie błogosławionego zostały przeniesione w Białym Marszu Dziękczynnym z pl. Piłsudskiego Traktem Królewskim do Świątyni Opatrzności Bożej.

### V Święto Dziękczynienia[15]
Hasłem obchodów V Święta Dziękczynienia była wdzięczność za dar życia i rodzinę. Po Mszy św. odbyły się występy znanych artystów. Wystąpili m.in.: Majka Jeżowska, Brathanki, Raz Dwa Trzy, Joszko Broda, Mietek Szcześniak i Maleo Reggae Rockers. W obchodach święta wzięła udział także grupa górników, którzy ofiarowali Świątyni Czarną Monstrancję.

### VI Święto Dziękczynienia[17]
Obchody odbyły się 2 czerwca 2013 r. Przed Świątynię dotarła procesja z relikwiami św. Andrzeja Boboli, patrona Polski. Przeszła ona liczącą 11 km trasę z pl. Piłsudskiego pod Świątynię Opatrzności Bożej. Po procesji odbyła się Msza Święta dziękczynna pod przewodnictwem abp. Gerharda Ludwiga Müllera – prefekta watykańskiej Kongregacji Nauki Wiary. Po mszy, podczas części artystycznej, wystąpili znani artyści tacy jak m.in.: Wielki Chór Małych Serc, Majka Jeżowska, Angela Gaber, Krzysztof Krawczyk, Czerwone Gitary, Zakopower oraz orkiestry: Górnicza Orkiestra Dęta „Wieczorek” i Góralska Orkiestra Dęta ze Skomielnej Czarnej.

### VII Święto Dziękczynienia[19]
Podczas tego święta, które obchodzono 1 czerwca 2014 r., dziękowano za kanonizację Jana Pawła II. Uroczysta procesja z relikwiami Świętego przeszła ulicami Traktu Królewskiego do Świątyni Opatrzności Bożej, gdzie odprawiono Mszę św., którą koncelebrował kard. Pietro Parolin – Sekretarz stanu Stolicy Apostolskiej. W Mszy św.uczestniczył m.in. prezydent RP Bronisław Komorowski małżonką, który dla uczczenia 25 lat wolności zasadził przed Świątynią Opatrzności Bożej Dąb Wolności.

### VIII Święto Dziękczynienia[21]
Odbyło się 7 czerwca 2015 roku a jego hasło brzmiało: „Królowo Rodzin, dziękujemy i zawierzamy”. Obchody Święta Dziękczynienia rozpoczęły się pielgrzymką z Wizerunkiem Nawiedzenia Matki Bożej Jasnogórskiej, która wyruszyła o godzinie 8.00 z placu Piłsudskiego i przeszła ulicami Warszawy. O godzinie 12.00 przed Świątynią Opatrzności Bożej została odprawiona Msza św., której przewodniczył Prymas Polski, arcybiskup Wojciech Polak. Udział Eucharystii wziął Prezydent Elekt Andrzej Duda, prezydenci Miast Papieskich oraz przedstawiciele różnych środowisk i instytucji. O godzinie 14.00 wystąpił zespół ARKA NOEGO wraz z przyjaciółmi, m.in. Mariką i Mietkiem Szcześniakiem. Dla najmłodszych otworzono Miasteczko dla Dzieci, w którym mogli wziąć udział w grze rodzinnej „Dziękuję, bo dary otrzymuję”. Dużym zainteresowaniem cieszyła się wystawa historycznego i współczesnego sprzętu wojskowego.
Ogłoszono także laureatów I edycji Festiwalu MOC DOBRA. Nagrody z rąk kardynała Nycza odebrali: Magdalena Frączek oraz zespół STRONA B. Nagroda publiczności i internautów trafiła do rapera Arkadio, nagrody za całokształt twórczości odebrali zaś Robert Friedrich „Litza” oraz Dariusz „Maleo” Malejonek.
Na zakończenie Święta Dziękczynienia odśpiewano o godzinie 21:37 pieśń Barka. Nastąpiła również iluminacja Świątyni Opatrzności Bożej.

### IX Święto Dziękczynienia[23]
IX Święto Dziękczynienia odbyło się 5 czerwca 2016 roku pod hasłem „Chrzest Darem Miłosierdzia”. Nawiązywało ono do ogłoszonego przez papieża Franciszka Roku Miłosierdzia oraz do 1050. rocznicy Chrztu Polski. Tego dnia do Panteonu Wielkich Polaków zostały wprowadzone relikwie św. Maksymiliana Marii Kolbego, przybyłe do Świątyni wraz z pielgrzymką, która o godzinie 8.00 wyruszyła z placu Piłsudskiego i przeszła ulicami Traktu Królewskiego do Świątyni Opatrzności Bożej. Święty Maksymilian Maria Kolbe był darem Opatrzności Bożej dla franciszkańskiego zakonu, dla Kościoła w Polsce i chrześcijaństwa w Japonii oraz dla wielu osób, które zetknęły się z nim osobiście lub zapoznały się z Jego dziełem. W tym roku przypadała 75. rocznica Jego aresztowania oraz 45. rocznica beatyfikacji.
Odprawionej w południe Mszy św. przewodniczył i homilię wygłosił Sevastianos Rossolatos, Prymas Grecji i arcybiskup Aten. W Eucharystii wzięli udział przedstawiciele Episkopatu Polski, władz państwowych i samorządowych z Marszałkiem Sejmu RP Markiem Kuchcińskim, Marszałkiem Senatu RP Stanisławem Karczewskim, Panią Premier Beatą Szydło, wicepremierem-Ministrem Kultury i Dziedzictwa Narodowego profesorem Piotrem Glińskim, Ministrem Zdrowia Konstantym Radziwiłłem, wiceprezydentem Miasta Stołecznego Warszawy Jarosławem Jóźwiakiem oraz tysiące pielgrzymów z całej Polski.
Święto Dziękczynienia tradycyjnie już było okazją do zapoznania się z postępem prac na budowie Świątyni Opatrzności Bożej, a także uczestniczenia w festiwalu Moc Dobra oraz grze edukacyjnej „Wyprawa do Królestwa Niebieskiego” w Miasteczku dla Dzieci, a do także obejrzenia „Ruchomego Teatrzyku XXI wieku dla Dzieci”.
Wystąpili artyści nurtu chrześcijańskiego m.in. zespół Armia, Mały Chór Wielkich Serc, Beata Bednarz oraz laureaci II edycji Festiwalu Chrześcijańskiego Moc Dobra. Zwycięzcy odebrali z rąk księdza kardynała Nycza statuetki w trzech kategoriach – nagroda jurorów, która przypadła TAU; nagroda publiczności, która powędrowała do grupy Porozumienie oraz nagroda za dorobek całego życia, którą w tym roku odebrali ks. Andrzej Bujnowski oraz Tomasz Budzyński.

### X Święto Dziękczynienia[26]
Jubileuszowe Święto Dziękczynienia było obchodzone pod hasłem „Dziękujemy za Chleb”. Obchody rozpoczęły się pielgrzymką z relikwiami św. brata Alberta Chmielowskiego. Trasę z pl. Piłsudskiego do Świątyni Opatrzności Bożej pokonało około tysiąca wiernych. Na ostatnim etapie pielgrzymka stała się procesją z relikwiami świętego brata Alberta oraz dziewięciu polskich świętych i błogosławionych, których relikwie do tego dnia były umieszczone w Panteonie Wielkich Polaków, a podczas Święta Dziękczynienia wprowadzono je na stałe do nawy bocznej Świątyni Opatrzności Bożej. W procesji szli przedstawiciele Środowiska Miłosierdzia i Środowiska Chleba, kapituły, księża biskupi i kardynałowie, goście honorowi, reprezentanci parafii św. Alberta i miast papieskich, górale i Kaszubi, ubrani w galowe stroje górnicy, mieszkańcy Powsina, Rycerze Kolumba, a także wielu wiernych z Polski. Procesji towarzyszyła orkiestra dęta z Barcic.
O godzinie 12.00 rozpoczęła się w Świątyni Opatrzności Bożej Eucharystia, koncelebrowana pod przewodnictwem arcybiskupa diecezji Agrigento na Sycylii, kardynała Francesco Montenegro. W liturgii uczestniczył również gospodarz miejsca, metropolita warszawski kardynał Kazimierz Nycz oraz nuncjusz apostolski w Polsce, abp Salvatore Pennacchio. Do Świątyni przybyli przedstawiciele parlamentu, a także członkowie Rady Ministrów oraz przedstawiciele Kancelarii Prezydenta i kancelarii premiera. Homilię wygłosił kardynał Francesco Montenegro.
Jako dar ołtarza złożono kilkanaście tysięcy intencji, przesłanych przez darczyńców, w których powierzają siebie, swych bliskich i ojczyznę opatrzności i dziękują za otrzymane łaski oraz złotą kulę ze 133 303 intencjami przesłanymi przez członków Wspólnoty Darczyńców w latach 2014–2017. Po zakończeniu Eucharystii kula ta została umieszczona pod krzyżem wieńczącym świątynię i pozostanie tam na zawsze.  Akcja Katolicka ofiarowała Świątyni Opatrzności Bożej figurę Matki Boskiej Fatimskiej z okazji setnej rocznicy objawień fatimskich i dziesiątego Święta Dziękczynienia.
Dla najmłodszych otworzono miasteczko z karuzelami, kolejką, dmuchanymi zamkami i zjeżdżalniami, a także wozem bojowym straży pożarnej. Najmłodsi uczestniczyli w grze rodzinnej pt. „Bez chleba nie ma nieba”.
Odbyły się występy artystów w ramach Festiwalu Muzyki Chrześcijańskiej „Moc Dobra”. Występowali: Promyczki Dobra, Dzieci z Brodą, Golec uOrkiestra, Maleo Reggae Rockers, Wyrwani z Niewoli, Janusz Yanina Iwański, 30 Synów i 40 Wnuków jeżdżących na 70 Oślętach.
Nagrodę za całokształt twórczości zdobył w tym roku Janusz Yanina Iwański. Wręczył ją kardynał Kazimierz Nycz.
Jubileuszowe X Święto Dziękczynienia zakończyła iluminacja świątyni i wspólne odśpiewanie o godz. 21.37 piosenki Barka.

### XI Święto Dziękczynienia[30]
W związku ze stuleciem odzyskania przez Polskę niepodległości XI Święto Dziękczynienia  obchodzone było pod hasłem "Dziękujemy za Niepodległość". Obchody rozpoczęły się pielgrzymką z relikwiami świętej Faustyny Kowalskiej. Od ognia płonącego przy Grobie Nieznanego Żołnierza zapalono znicz, który harcerze przenieśli do Świątyni Opatrzności Bożej. Na ostatnim etapie (z kościoła św. Antoniego Marii Zacchari) pielgrzymka stała się procesją z relikwiami świętej siostry Faustyny oraz dziesięciu polskich świętych i błogosławionych, których relikwie znajdują się stale w nawie bocznej Świątyni Opatrzności Bożej. W procesji szli przedstawiciele Środowiska Miłosierdzia i Środowiska Chleba, kapituły, księża biskupi i kardynałowie, goście honorowi, reprezentanci parafii św. Alberta i miast papieskich, górale i Kaszubi, ubrani w galowe stroje górnicy, mieszkańcy Powsina, Rycerze Kolumba, a także wielu wiernych z Polski. Dziękczynną Eucharystię, która rozpoczęła się w południe koncelebrowali prócz polskich biskupów przedstawicieli kapituł i zgromadzeń zakonnych, także nuncjusz apostolski w Polsce abp Salvatore Pennacchio, kardynał Oswald Gracias z Bombaju, a także kardynał John Ribat z Papui-Nowej Gwinei. Po homilii, którą wygłosił metropolita łódzki, abp Grzegorz Ryś została zapalona Świeca Niepodległości. Dokonał tego prezydent Rzeczypospolitej Polskiej Andrzej Duda w otoczeniu marszałka Sejmu Marka Kuchcińskiego, prymasa Polski Wojciecha Polaka oraz kardynała Kazimierza Nycza.
Prymas Polski dziękował kardynałowi Kazimierzowi Nyczowi za 30 lat posługi biskupiej i dwie świątynie: Sanktuarium w Łagiewnikach i Świątyni Opatrzności Bożej w Warszawie, w których powstaniu dzisiejszy metropolita warszawski miał swój znaczący udział.
Przed świątynią odsłonięto i poświęcono tablice diecezji, które uczestniczyły w jej budowie. Przemówienie podkreślające rolę polskiego Kościoła w odzyskaniu niepodległości wygłosił prezydent Rzeczypospolitej.
Otwarto Miasteczko dla Dzieci z grą rodzinną „Tropem świętych do skarbu wolności”, wypuszczono baloniki z napisem DZIĘKUJĘ, wykonano pamiątkowe zdjęcie z uczestnikami Eucharystii. Prócz kardynała Kazimierza Nycza na fotografii znalazł się także Prezydent Rzeczypospolitej.
Odbyły się występy artystów w ramach festiwalu "Moc Dobra".  W kategorii “nagroda publiczności” zwyciężył raper PAX z zespołem Muode Koty.  Nagroda Jury przypadła Magdzie Anioł zaś Nagrodę Życia za wkład w muzykę chrześcijańską otrzymał Marcin Pospieszalski. Nagrody wręczał metropolita warszawski.
Po występach laureatów słuchacze przenieśli się do wnętrza Świątyni na muzykę uwielbieniową. Do włączenia się we wspólne uwielbianie Stwórcy zachęcał zespół Gospel Rain.
O godzinie 21.37 iluminacją Świątyni i odśpiewaniem "Barki" zakończyło się XI Święto Dziękczynienia.

### XII Święto Dziękczynienia[35]
Odbyło się w 40. rocznicę pierwszej pielgrzymki do Ojczyzny Jana Pawła II. Hasłem Święta Dziękczynienia było "Dziękujemy za Wielkich Pasterzy – Jana Pawła II i Prymasa Stefana Wyszyńskiego".  W pielgrzymce z placu Marszałka Józefa Piłsudskiego niesiono relikwie błogosławionej siostry Franciszki Siedliskiej – Marii od Pana Jezusa Dobrego Pasterza, założycielki zgromadzenia nazaretanek. W południe rozpoczęła się dziękczynna Eucharystia. Koncelebrowali ją biskupi pod przewodnictwem kardynała Stanisława Dziwisza, wieloletniego sekretarza Jana Pawła II, a także nuncjusz apostolski w Polsce abp Salvatore Pennacchio i gospodarz miejsca, arcybiskup metropolita warszawski kardynał Kazimierz Nycz. Homilię wygłosił kardynał Stanisław Dziwisz.
Po koncercie orkiestr, które występowały przed głównym wejściem do Świątyni wypuszczono “przesyłkę do nieba” – błękitne baloniki z napisem DZIĘKUJĘ i odmówiono Koronkę do Bożego Miłosierdzia a potem rozpoczęła się projekcja czterech filmów: Świątynia(reż. Ewa Świecińska), Pielgrzym (reż. Andrzej Trzos- Rastawiecki), Jan Paweł II i Prymas Stefan Kardynał Wyszyński (reż.Paweł Woldan) oraz Jan Paweł II. Szukałem Was…, (reż. Jarosław Szmidt, Magdalena Molak- Szmidt).
Otwarto Miasteczko dla Dzieci. Hasłem tegorocznej gry było: Święta Rodzina Bożego Planu Się Trzyma". Opodal wejścia do Świątyni stał zrekonstruowany papamobile – samochód, którym poruszał się po Polsce Jan Paweł II w trakcie swej pierwszej pielgrzymki do Ojczyzny.
O godzinie 19.00 rozpoczęła się wieczorna Eucharystia, po niej zaś wieczór uwielbienia. Wierni modlili się śpiewem wspólnie z parafialnym zespołem i Darkiem “Maleo” Malejonkiem.
O 21.37 śpiewem “Barki” oraz iluminacją Świątyni zakończyło się XII Święto Dziękczynienia.

### XIII Święto Dziękczynienia[37]
XIII Święto Dziękczynienia było obchodzone pod hasłem „Dziękujemy i zawierzamy Bożej Opatrzności obecny czas Kościoła i świata” i ze względu na pandemię nie towarzyszyły mu wydarzenia artystyczne ani tradycyjna pielgrzymka z relikwiami do Świątyni.

### XIV Święto Dziękczynienia[38]
Podczas XIV Święta Dziękczynienia obchodzonego pod hasłem „Zawierzamy Opatrzności Bożej nasz trudny czas pandemii i dziękujemy za przyszłych błogosławionych” zanoszone były modlitwy o zakończenie pandemii. Także w tym roku Świętu nie towarzyszyły wydarzenia artystyczne i nie odbyła się pielgrzymka.

### XV Święto Dziękczynienia[39]
„Dziękujemy za błogosławionych kardynała Stefana Wyszyńskiego i matkę Elżbietę Różę Czacką” - pod takim hasłem odbyło się XV Święto Dziękczynienia w Wilanowskiej Świątyni. Podczas wydarzenia wystąpił Józef Skrzek, wybitny multiinstrumentalista, wokalista i kompozytor, współpracujący przed laty z takimi tuzami polskiej muzyki, jak zespół Breakout czy Czesław Niemen.

### XVI Święto Dziękczynienia[40]
Podczas XVI Święta Dziękczynienia, obchodzonego pod hasłem „Dziękujemy za czyniących pokój” do Świątyni Opatrzności Bożej wprowadzone zostały relikwie bł. Stefana Wincentego Frelichowskiego, patrona harcerzy, młodzieży i kapłanów. W trakcie Święta wykonane zostało Oratorium ku czci św. Stanisława Papczyńskiego skomponowane przez Pawła Bębenka z okazji 350. rocznicy Zgromadzenia Księży Marianów

### XVII Święto Dziękczynienia[41]
Pod hasłem „Dziękujemy za służbę człowiekowi” odbyło się kolejne Święto Dziękczynienia w trakcie, którego do Świątyni Opatrzności Bożej wprowadzone zostały relikwie św. Jadwigi, Królowej. W ciągu dnia wystąpił chór gospelowy pod przewodnictwem Piotra Pawlickiego, Muode Koty oraz Darek Maleo Malejonek z Przyjaciółmi. Wykonana została również Kantata o bł. Edmundzie Bojanowskim „Światło Prawdy – wrażliwość Miłości” skomponowana przez Huberta Kowalskiego w wykonaniu ICON Orkiestra.